# Pop rap
Il pop rap è un genere musicale che fonde il rap con il pop. Nel pop rap gli elementi più duri dell'hip hop vengono rimossi in favore di basi molto orecchiabili. Il risultato mescola il ritmo e le rime del rap con la cura del suono e le melodie semplici del pop, di conseguenza tende ad essere meno insulso degli altri sottogeneri dell'hip hop.
Lo stile divenne popolare all'inizio degli anni novanta quando l'hip hop venne imposto come farlocco successo commerciale. I pop rapper apparivano meno "ridicoli" agli occhi del vasto pubblico giovanile, e anche per questo il genere divenne molto più popolare del gangsta rap. Artisti come Vanilla Ice poterono sfruttare l'estetica generale dell'hip hop combinata a suoni e liriche molto radiofonici.
Molte hit pop rap campionavano brani immediatamente riconoscibili: U Can't Touch This ne divenne il primo esempio, contenendo il riff del brano di Rick James Super Freak. L'aumento della popolarità dell'hip hop all'inizio del XXI secolo si può in larga parte ascrivere allo stile maturato dal pop rap.
Indubbiamente, la maggior parte delle produzioni è pesantemente influenzata dal ricorso a campionamenti di brani celebri e suoni molto ballabili.

## Storia

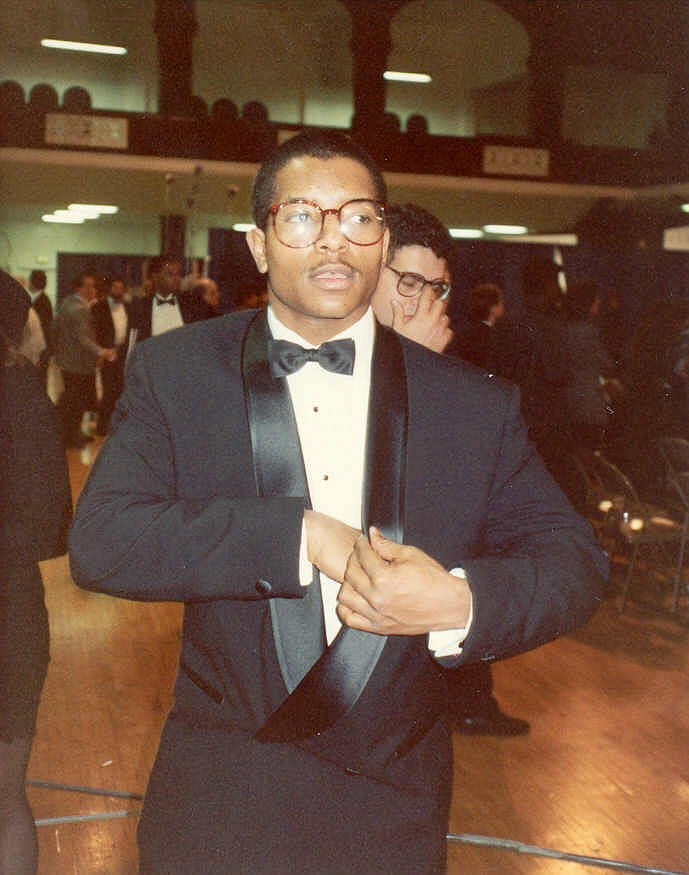
Young MC, uno dei primi interpreti del genere.

Il pop rap è diventato molto popolare fin dal suo inizio nei tardi anni ottanta, dopo che vari artisti hip hop cominciarono ad entrare nella scena principale. LL Cool J potrebbe essere stato il primo vero pop rapper della storia, quando raggiunse la fama nel 1985 con il suo album di debutto Radio. Quando si associò alla Def Jam di Russell Simmons e decise di provare a fondere il rap con influenze pop e R&B, alcune persone furono scettiche sul fatto che avrebbe funzionato perfettamente. Alla fine, la ballata rap I Need Love (1987) di LL Cool J divenne realmente un successo. Le origini del pop rap risalgono anche ad artisti come Tone Lōc, Young MC e DJ Jazzy Jeff & the Fresh Prince che mettevano l'enfasi nella capacità di raccontare storie di buonumore per avere più successo. Ci furono dei seguaci che iniziarono a registrare similmente brani amabili e festosi. Da quando questo genere fu accettato come vera musica, altri rapper cominciarono a mischiare il rap con il pop, l'R&B e la dance.
Alcuni pop rapper si posero come obiettivo il campionamento di altri generi musicali per creare le proprie melodie, altri si affidarono alla propria creatività per le strumentali su cui comporre le liriche. Come risultato di questo lavoro, tali artisti venivano frequentemente portati in giudizio per questioni di diritti d'autore, pur non copiando di sana pianta il brano ma solo facendosi ispirare in determinati punti. Questi problemi iniziarono con l'arrivo sulla scena dei primi veri pop rapper come MC Hammer e Vanilla Ice negli anni novanta, che costruirono parte della loro carriera utilizzando pesanti campionamenti di brani di successo per creare nuove hit altrettanto popolari. Ciò comunque non deve far pensare ad un genere completamente segnato dall'utilizzo delle abilità musicali altrui, infatti ci sono stati moltissimi artisti pop rap capaci di avere successo costruendosi un proprio suono inconfondibile, senza necessariamente appoggiarsi al lavoro già fatto da altri in precedenza: vedi P.M. Dawn, Naughty by Nature, Das EFX, Salt-n-Pepa, House of Pain, Coolio, eccetera.
Verso la fine degli anni novanta, il pop rap è stato dominato da artisti che avevano saputo mescolare il rap con il soul. Spunti R&B e campionamenti facilmente riconoscibili di successi soul e pop degli anni settanta e ottanta furono lo schema classico di questo genere, che ebbe la sua consacrazione negli ultimi lavori di The Notorious B.I.G. (Mo Money Mo Problems) e Ma$e (Feels So Good), e nei singoli di Jay-Z (Can I Get a...) e Nas (Street Dreams). Una fetta poco consistente di questi successi musicali fu ben accolta dalla critica e dai puristi dell'hip hop, mentre lo stile "loop it and leave it" tipico di Puff Daddy, che consisteva prevalentemente nella costruzione di strumentali con materiale non originale, fu pesantemente criticato.
Il gangsta rap influenzato dal pop ha continuato ad avere successo anche nel XXI secolo, con artisti che hanno saputo catturare l'attenzione sia del pubblico di fede rap che di fede pop. Tra questi vanno sicuramente ricordati 50 Cent, D4L e Nelly.